# Climent Judici Fabregat
Climent Judici Fabregat   (Barcelona, 29 de gener de 1910 - Barcelona, 13 de juliol de 2001) fou un futbolista català de la dècada de 1930.
Jugava a la posició d'extrem esquerre.
Els seus inicis foren al CF Gavà (1932-33), i a continuació a l'Iluro Sport Club de Mataró, on jugà fins 1937. Destacà durant la guerra civil, on fou jugador de la Unió Esportiva de Sants (1937-39), amb la qual disputà la Lliga Catalana, i de l'equip de l'exercit d'aviació. A més, disputà un partit de lliga catalana amb el RCD Espanyol l'agost de 1938, en el que es va guanyar el Júpiter per 11-1. També jugà a la UA d'Horta durant la temporada 1939-40.
El 24 de juliol de 1938 jugà amb la selecció de Catalunya, que va guanyar els Leones Rojos (Cos de Carrabiners) per 5 a 1.